# Cunnersdorf (Kamenz)

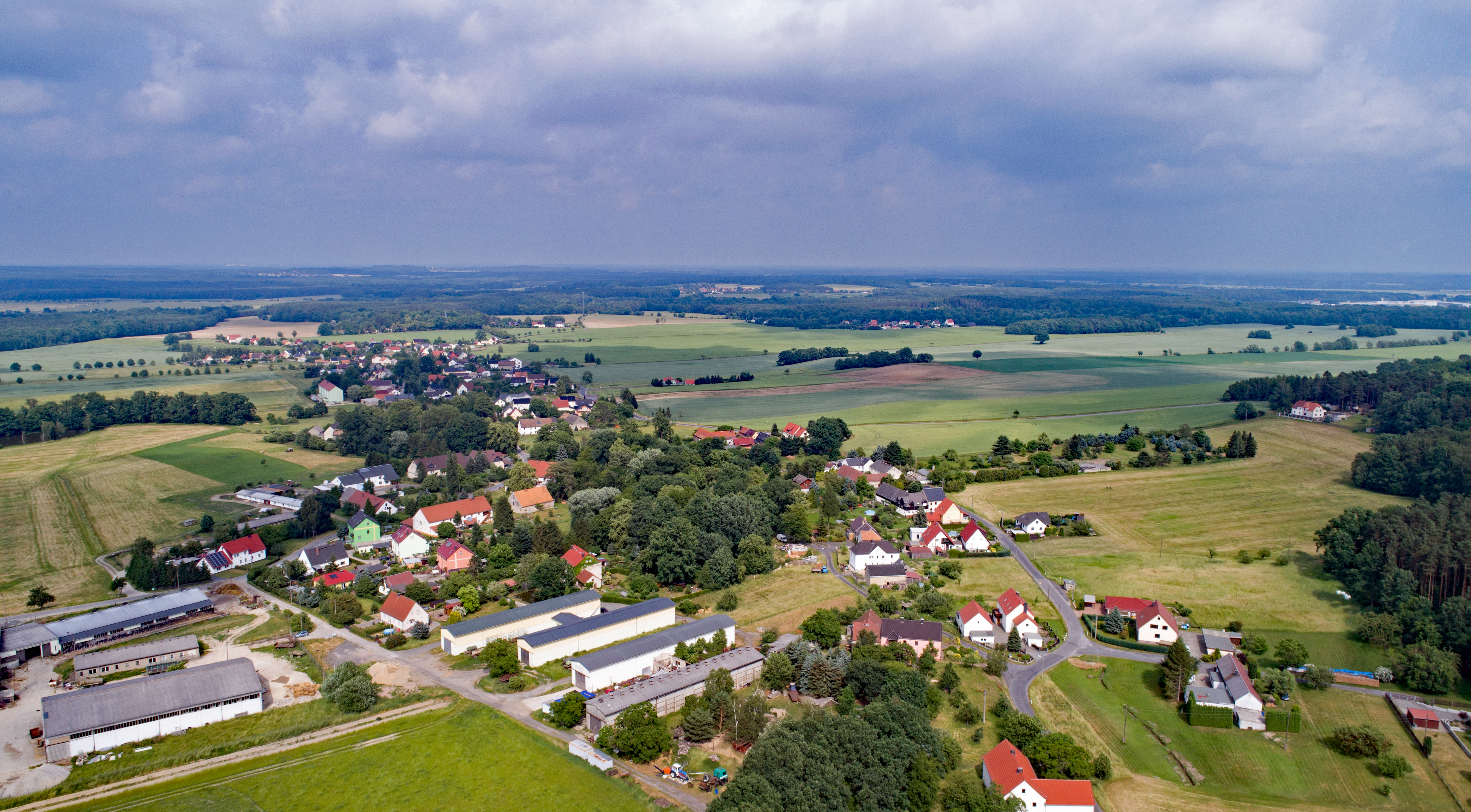
Luftbild

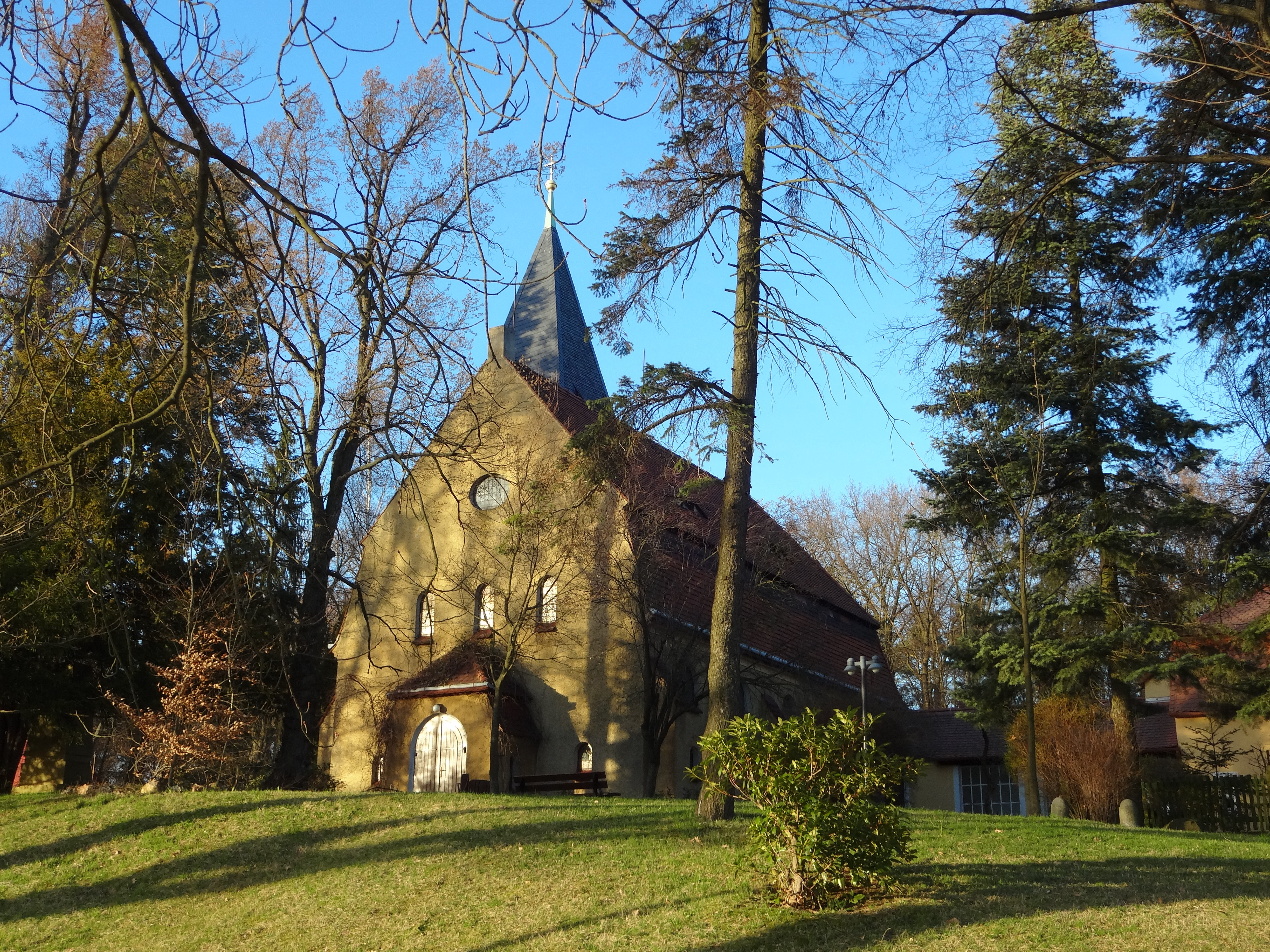
Dorfkirche

Cunnersdorf (obersorbisch Hlinka) ist ein Ortsteil von Kamenz im Nordwesten des sächsischen Landkreises Bautzen.

## Lage
Cunnersdorf liegt am Saleskbach und dessen Zufluss Cunnersdorfer Bach.

## Geschichte

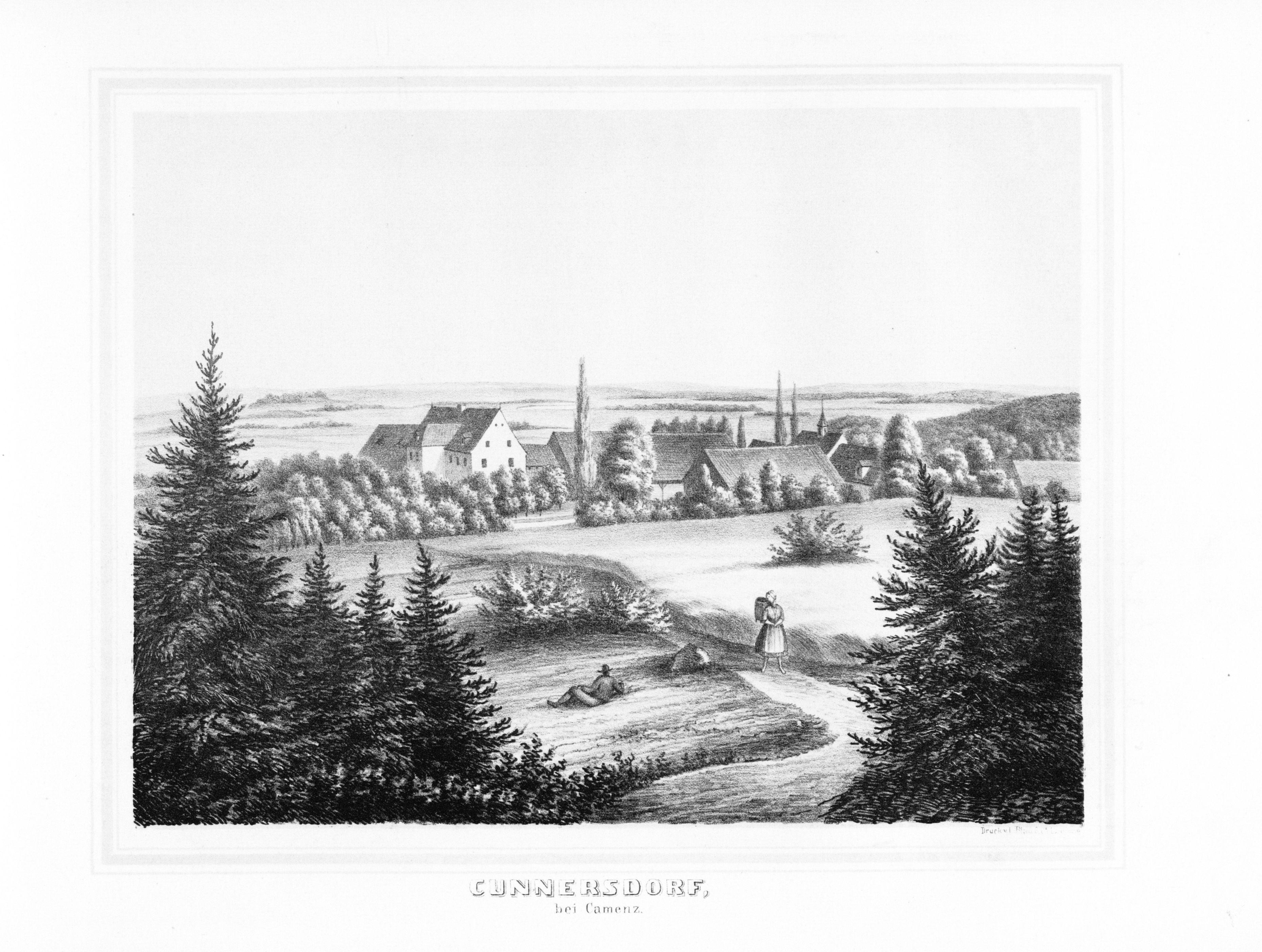
Ansicht von Cunnersdorf mit Herrenhaus um 1850

Das Waldhufendorf wurde erstmals im Jahre 1225 als Cunratesdorf erwähnt. Bis zu Beginn des 20. Jahrhunderts waren auch andere Schreibweisen für den Ort gebräuchlich, darunter etwa Conratesdorpp, Cunirßdorf oder auch Kunnersdorff. Der sorbische Ortsname leitet sich vom Wort hlina für „Lehm“ ab und bezieht sich auf den lehmhaltigen Boden.
Cunnersdorf gehörte im Mittelalter überwiegend den Herren von Kamenz. 1504 kam Cunnersdorf an die Adelsfamilie Rechenberg. Hans Joseph von Rechenberg war seit 1604 Besitzer von Cunnersdorf, musste es aber 1620 verkaufen. Sein Sohn Johann Georg von Rechenberg war damals zehn Jahre alt. Danach kam Cunnersdorf in den Besitz der Familie von Schleinitz. Wolf(f) Haubold von Schleinitz ließ das alte Wasserschloss abtragen und an anderer Stelle ein neues Schloss errichten. Eine mit der Jahreszahl 1700 versehene Steintafel am Herrenhaus mit den Wappen der Eheleute von Schleinitz und von Ponickau aus dem Hause Milkel erinnerte an den Neubau. Die Tafel wurde nach 1945 in die 1907 errichteten Dorfkirche verbracht und steht zusammen mit Kirche und Friedhof unter Denkmalschutz.
Nach dem Tode des Wolf Haubold von Schleinitz im Jahre 1704 erbten es nacheinander zwei seiner Töchter (verheiratete von Luttitz und von Wangenheim), eine Enkelin (verheiratete von Friesen) und eine Urenkelin (verheiratete von Solms Saathain). 1802 wurde das Rittergut Cunnersdorf an Carl von Metzerath verkauft, der es schon 1805 an den kursächsischen Amtsverwalter Ehrenfried Lobegott von Lippe (1756–1841) weiterverkaufte. Das Rittergut blieb bis 1938 im Eigentum der Familie von Lippe.
Georg Bernhard von Lippe war um 1900 im Kirchenvorstand von St. Marien in Kamenz. Er erreichte dort die Auspfarrung von Cunnersdorf. 1907 wurde die von ihm gestiftete neue Kirche geweiht. 1913 ging Georg Bernhard in den Ruhestand und überließ die Verwaltung des Rittergutes zunächst seinem Sohn und später seinen Schwiegersöhnen Friedrich Heinrich Gotthold von Vangerow (1878–?) und zuletzt Gustav Adolf Pabst (1887–1960).
Nach der erfolgten Enteignung nach 1945 wurde das Schloss im Zuge der Bodenreform abgerissen. Durch den Umbau ehemaliger Wirtschaftsgebäude des Rittergutes wurden Neubauernstellen geschaffen. Der ehemalige Standort der Wasserburg wurde mit einem Wohnhaus überbaut und Reste des Wassergrabens zu Teichen erweitert. Seit 1935 ist die Anlage als Bodendenkmal unter besonderem Schutz, der 1971 erneuert wurde.
Cunnersdorf gehörte von 1994 bis Ende 2018 zur Gemeinde Schönteichen und seitdem zur Großen Kreisstadt Kamenz. Am 1. Januar 2021 wurden auch die Kirchgemeinden wieder zusammengeführt zur evangelisch-lutherischen Kirchgemeinde Kamenz-Cunnersdorf.

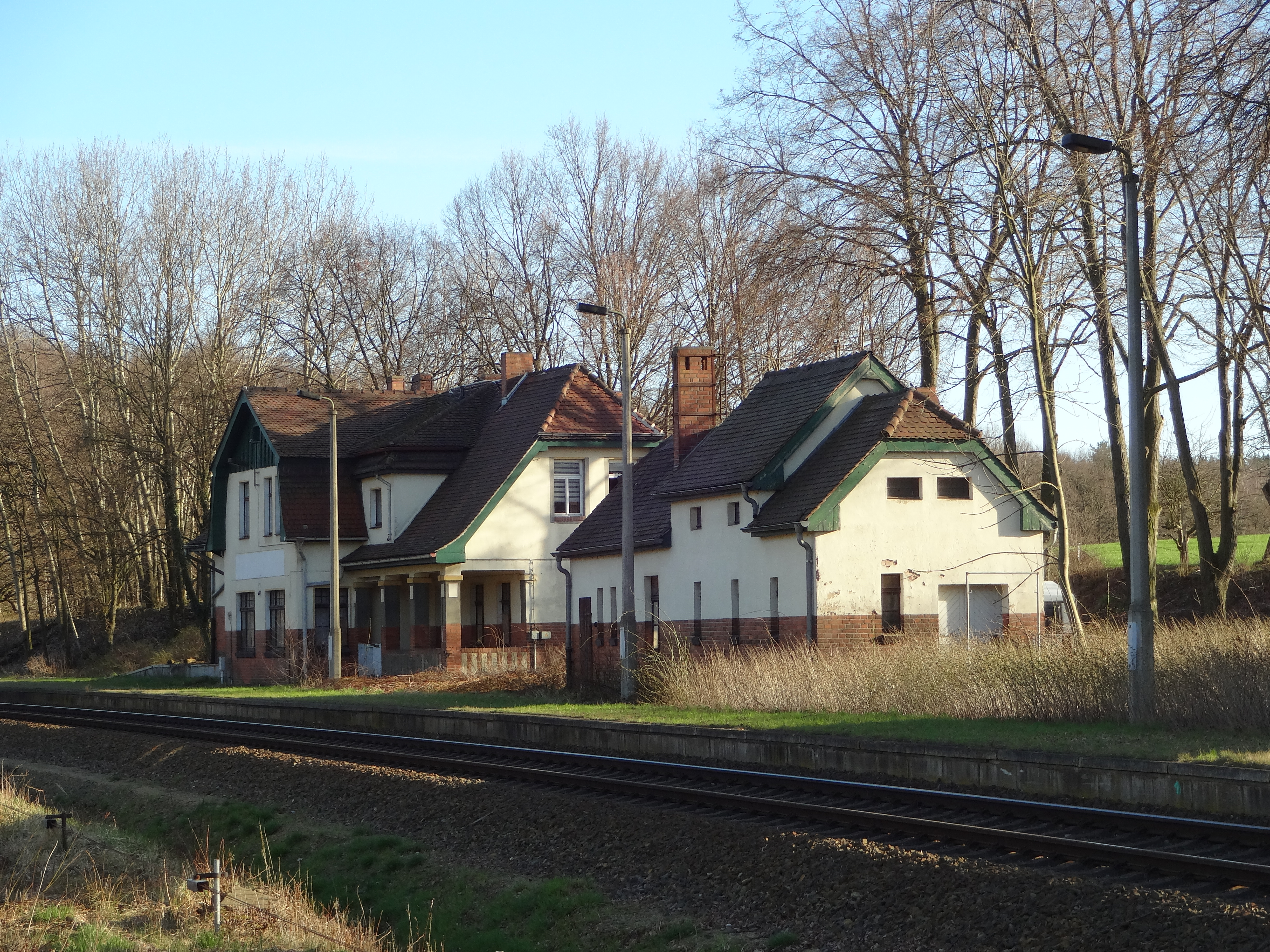
Ehemaliger Bahnhof Cunnersdorf

## Wirtschaft und Infrastruktur
Lange Zeit bestand die Wirtschaft des Ortes aus Landwirtschaft (Getreide, hauptsächlich Rübsen und Heidekorn, sowie Obstanbau) und insbesondere auch Teichwirtschaft. Außerdem existierten eine Wassermühle und mehrere Hirsestampfen. In der zweiten Hälfte des 19. Jahrhunderts wurde aufgrund der damals gefundenen Ton- und Kaolinvorkommen am Roten Berg eine Ziegelei errichtet. Die Kaolinvorkommen entstanden im Mesozoikum und Tertiär aus tiefgründig verwitterter Lausitzer Grauwacke. Die Ziegelei existiert unterdessen nicht mehr, aber die Kaolinvorkommen werden nach wie vor abgebaut und über einen Bahnanschluss abtransportiert. Derzeitiger Betreiber des Kaolinabbaus ist die Stephan Schmidt Meißen GmbH. Während die Firma aus der Lagerstätte Wiesa-Thonberg hellbrennende Tone und Kaoline für alle Anwendungsbereiche der keramischen Industrie abbaut, stehen im Tagebau Cunnersdorf rotbrennende kaolinitische Tone an, die insbesondere in der Baukeramik eingesetzt werden.
Cunnersdorf hatte für die in Steinbrüchen und Gruben eingesetzten Schmalspurbahnen Feldbahnwerkstätten. In diesen wurden während des Zweiten Weltkrieges drei Liliput-Dampflokomotiven und 20 Wagen der im Dresdener Großer Garten betriebenen Ausstellungsbahn untergebracht. Die Züge überstanden den Weltkrieg nahezu ohne Schäden. Zwei der Dampflokomotiven fahren noch heute bei der Dresdner Parkeisenbahn (001 und 003) und eine bei der Leipziger Parkeisenbahn (002).
Die im Jahre 1874 eröffnete Bahnstrecke Senftenberg–Kamenz führt durch Cunnersdorf. 1890 wurde der Bahnhof Cunnersdorf bei Kamenz eröffnet. 1926 erfolgte vom Bahnhof aus der Bau eines 4 km langen Anschlussgleises zum unterdessen aufgegebenen Grauwacke-Steinbruch Teufelsbruch am Teufelsberg bei Biehla. Das Gleis wurde 1957 wieder abgebaut. Seit 1968 gibt es ein Anschlussgleis zu einem neuen Tanklager am Bahnhof Cunnersdorf. Das Tanklager wurde vor 1970 als geheime Staatsreserve angelegt. Die Anlage wurde von der Tanklagerbetriebsgesellschaft mbH (TABEG) übernommen und hat (Stand 2020) eine Lagerkapazität von 91.300 m3. Sie ist das einzige Tanklager in der Lausitz.
Cunnersdorf liegt heute zwischen den Staatsstraßen S 93 und S 94. Sie werden über die durch den Ort führenden Kreisstraßen K9271 und K9272 verbunden.

## Kulturdenkmale

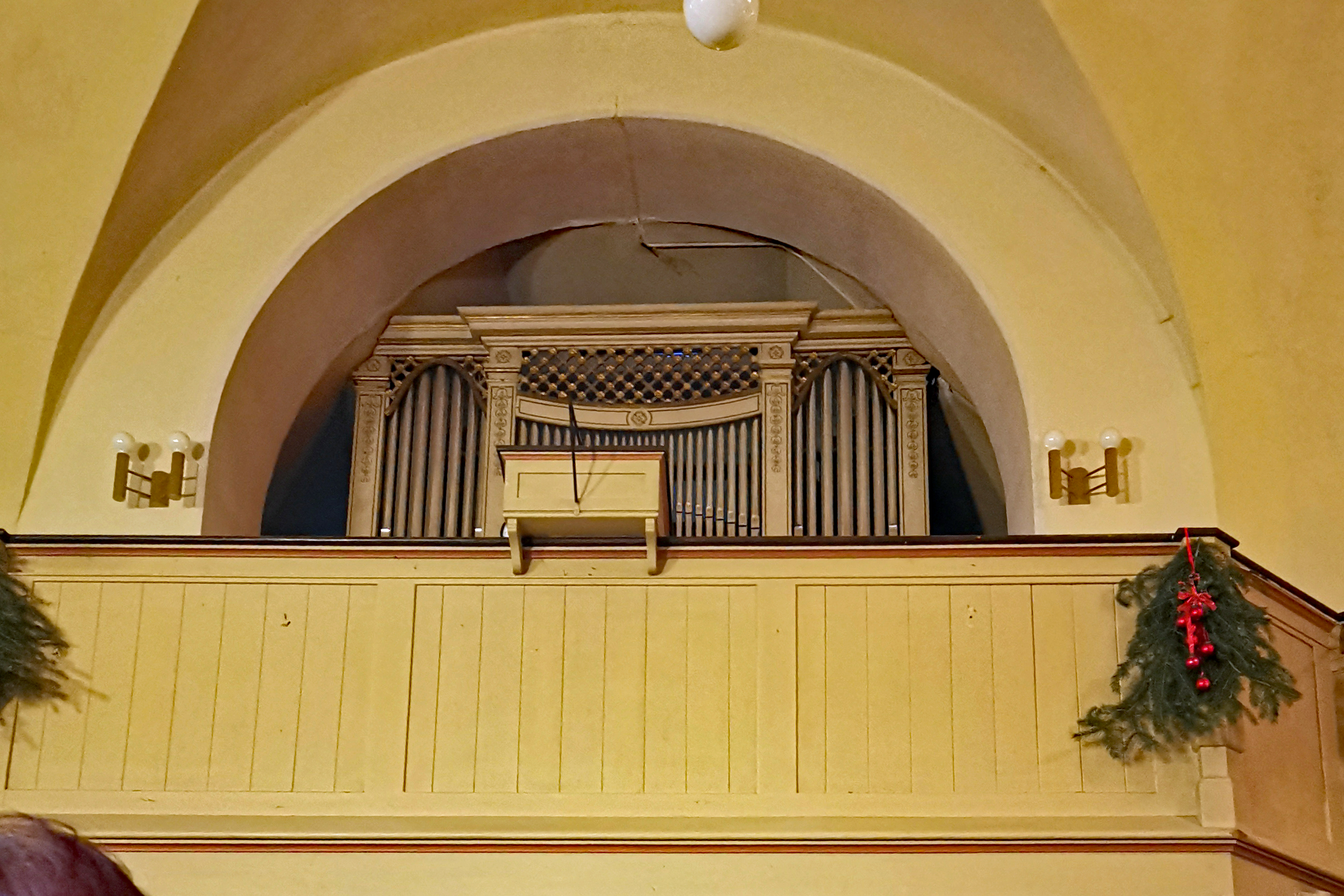
Orgel auf der seitlichen Empore

### Kirche
Die auf einer Anhöhe gelegene Evangelische Kirche wurde in den Jahren 1906 und 1907 erbaut und ist ein Werk des Architekten und Kirchenbaumeisters Woldemar Kandler. Die Orgel stammt wohl ursprünglich aus dem Jahre 1829 von Friedrich Jahn und wurde für das Ehrlichsche Gestift in Dresden gebaut. Sie hatte ein Manual, ein Pedal und 10 Register und wurde mehrfach umgebaut, zuletzt für die 1904 erbaute Jacobikirche in Döbeln. Von dort wurde sie 1908 nach Cunnersdorf versetzt. 1917 mussten die Prospektpfeifen abgegeben werden. 1946 wurde die Orgel durch die Firma Hermann Eule Orgelbau Bautzen umdisponiert und in den Jahren 1957 und 1966 repariert.
Die Kirche ist ein Putzbau mit kurzen Strebepfeilern und hat ein Mansarddach. Sie hat eine flache Westseite mit einem Eingangsvorbau und eine dreiseitige flache Apsis. Der Chorflankenturm mit verschieferter Haube ist mit einer Uhr versehen. Der Innenraum ist einschiffig mit einer Empore. Das Pfarrhaus hat ein Mansardwalmdach und steht auf einem verwinkelten Grundriss. Gegenüber dem Westportal der Kirche steht ein Kriegerdenkmal aus dem Ersten Weltkrieg.

### Friedhof

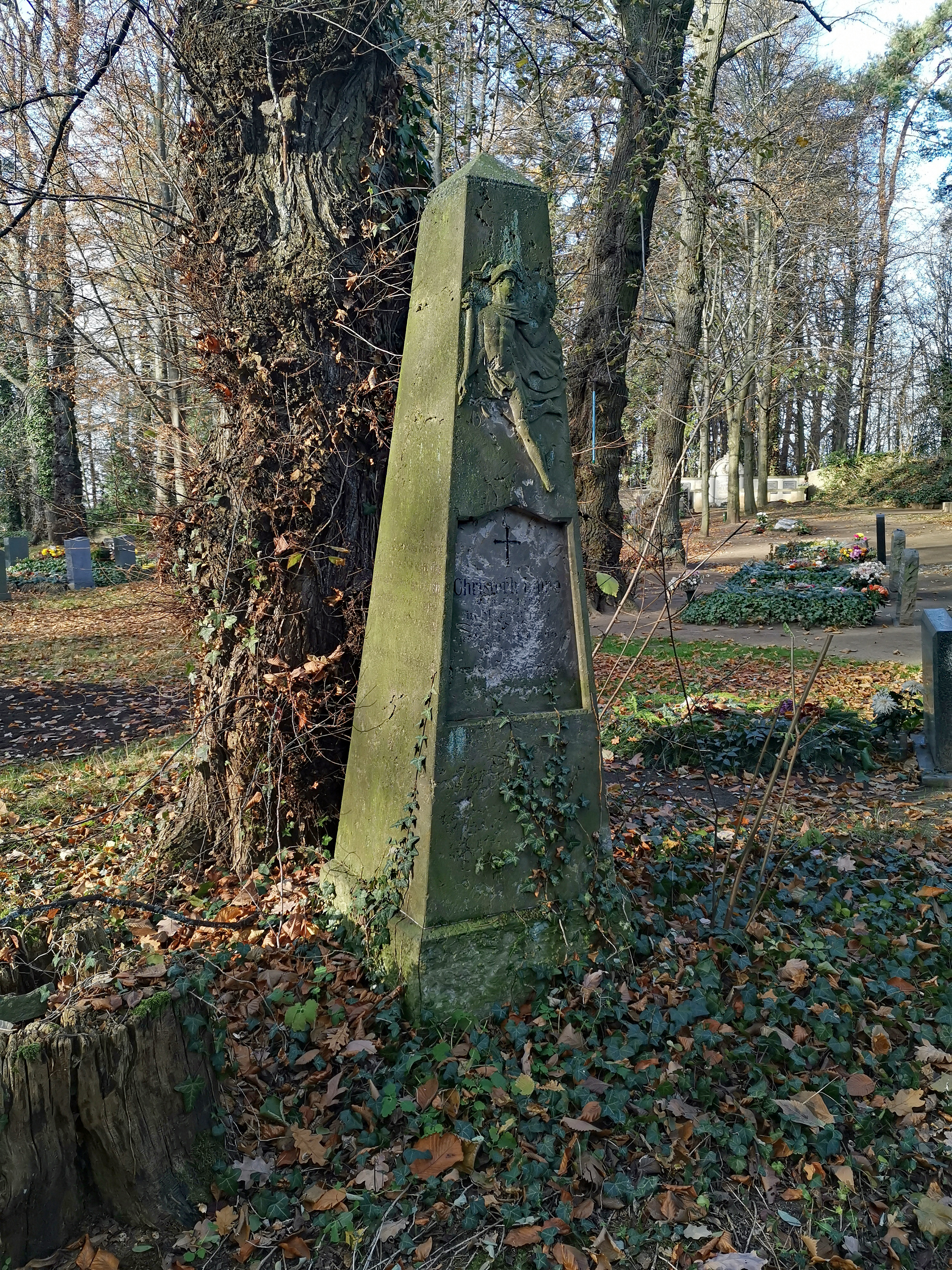
Obelisk der Vorfahren der Rittergutsbesitzer von Lippe auf dem Friedhof Cunnersdorf

#### Lippe-Obelisk
Ein Vorfahre der Familie Lippe war der in Marienberg geborene Uhrmacher Christoph Lippe (1625–1662?). Dessen in Bischofswerda geborener Sohn Christian wurde Seifensieder und später Bürgermeister in Neustadt in Sachsen. Zu Ehren der Familie Lippe wurde auf dem Friedhof in Neustadt ein Obelisk errichtet. Der Obelisk wurde 1884 vom Kirchhof in Neustadt entfernt und steht seit 1934 auf dem Friedhof in Cunnersdorf. Auf dem Obelisken sind auch ein Enkel und ein Urenkel von Christoph Lippe vermerkt, die seit 1765 die ersten beiden Postmeister in Neustadt waren: Ehrenfried (1721–1798) bis zu seinem Tode und sein Nachfolger Johann Traugott Lippe (1755–1834). Johann Traugotts Bruder Ehrenfried Lobegott kaufte Cunnersdorf. Er wurde am 27. Juni 1806 von Kaiser Franz II. in den Erbadelsstand erhoben, gehört also nicht zum uradeligen Haus Lippe.
Auf dem Obelisken sind noch folgende Inschriften zu erkennen:
- Vorderseite: Christoph Lippe * 13.4.1625 in Marienberg † 13.8.16 .. in ..
- rechte Seite: 1663 ward in geweihtem Land ich gesetzt auf das Grab eines Lippe. die ihrem Namen ein bleibendes Denkmal gestiftet in Neustadt
- rechte Seite unten: Ehrenfried Lippe Postmeister in Neustadt * 21.3.1721 † 18.11.1798
- linke Seite: 1883 ward ich beim Umbau der Kirche von der Ihren Vätern getreuen Letzten der Lippe in Neustadt versetzt in Lippische Schöpfung
- Rückseite: Vater Joh. [Tra]ug. Lippe Königl. Postmeister Mutter Wil. Elisabeth geb. Meinhold.
- Rückseite unten: Hier ruht die Letzte der Lippe in Neustadt Fräulein Ottilie Lippe geb. d. 4. Jan. 1814 gest. d. 18. März 1884

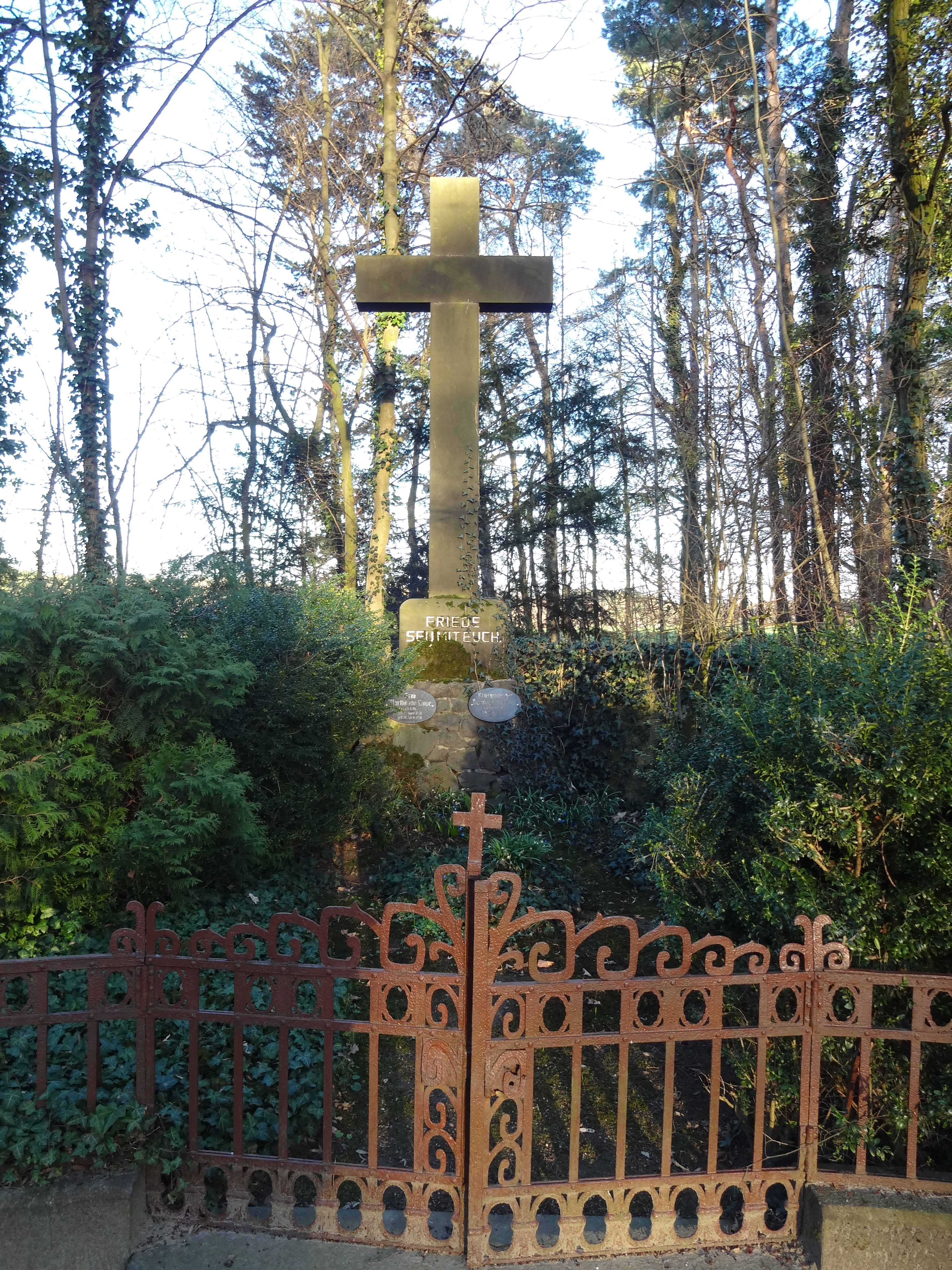
Grabstätte der letzten von Lippe in Cunnersdorf

#### Grabstätte Lippe mit Einfriedung
Georg Bernhard von Lippe (1852–1938) war der letzte Rittergutsbesitzer von Cunnersdorf. Er hatte vier Töchter, von denen zwei vor ihren Eltern starben und in Cunnersdorf begraben sind. Sein in Cunnersdorf geborener Sohn Bernhard Gottfried (1888–1973) war Landwirt und Rittergutspächter. Anfang der 1930er Jahre begann er an der Universität Leipzig ein Studium der Theologie und wurde evangelischer Pfarrer in Mülsen St. Micheln.
Folgende Grabinschriften sind erkennbar:
- Martha von Lippe geborene Otto (1858–1939)

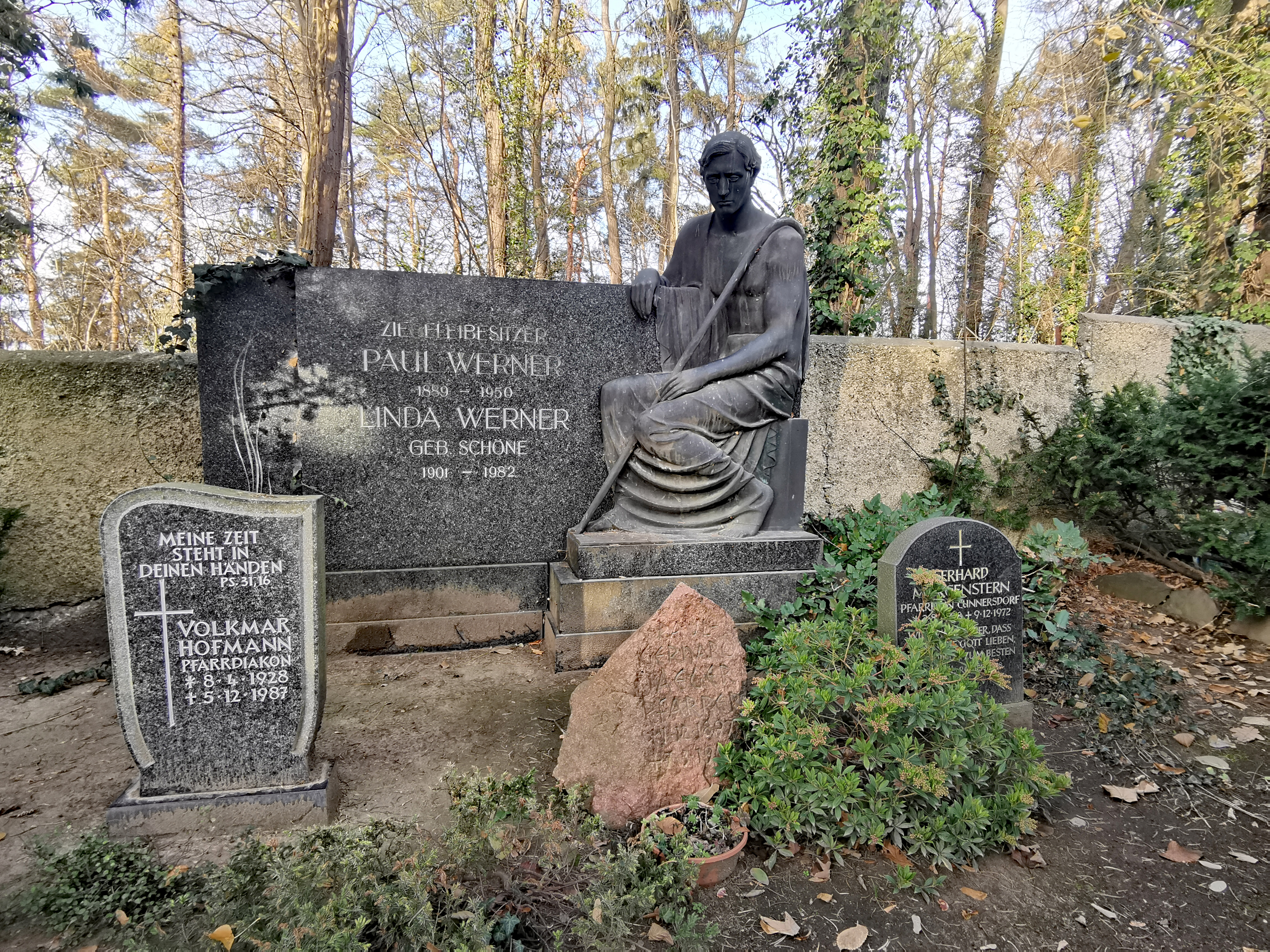
Grab des Ziegeleibesitzers Paul Werner

- Bernhard von Lippe (1852–1938)
- Johanna von Lippe (1885–1922)
- Susanne von Lippe (1892–1918)

#### Weitere Grabstätten unter Denkmalschutz
- Wandgrabmal des Ziegeleibesitzers Paul Werner (1889–1950) und Familie mit Einfriedung, Grabmal mit Skulptur eines sitzenden, trauernden Mannes mit Hirtenstab
- Ruhestätte der Familie Wilhelm Richter mit Einfriedung, Sandstein, um 1910
- Wandgrabmal der Familie Blüthgen, dreizoniger Aufbau mit betontem Mittelteil, darin Relief eines trauernden Engels, seitlich zwei Medaillons mit verwitterten Inschriften, um 1910

### Weitere Kulturdenkmale
In der Liste der Kulturdenkmale in Cunnersdorf (Kamenz) sind weitere Kulturdenkmale aufgeführt.

## Persönlichkeiten
- Johann Georg von Rechenberg (1610–1664), sächsischer Oberhofmarschall, geboren in Cunnersdorf.
- Matthias Herrmann (1961–2007), Archivar, Historiker, Buchautor und Vizepräsident der Oberlausitzischen Gesellschaft der Wissenschaften, wuchs auf in Cunnersdorf.